# 세렌티
세렌티(Serrenti)는 이탈리아 사르데냐 지역의 수드사르데냐도에 있는 코무네이다. 칼리아리에서 북서쪽으로 약 35 킬로미터 (22 mi) 떨어져 있고, 산루리에서 남동쪽으로 약 9 킬로미터 (6 mi) 떨어져 있다. 2021년 인구 조사 자료에 따르면 인구는 4,581명이고 면적은 42.8 제곱킬로미터 (16.5 mi2)이다.
세렌티는 다음 코무네와 접한다: 푸르테이, 구아실라, 누라미니스, 사마시, 사마차이, 산루리, 세라만나.

## 역사
이 지역은 누라게 문명 시대부터 사람이 거주했으며, 이는 영토 내에 수많은 누라게가 존재한다는 증거이다. 주목할 만한 예로는 S.S. 131 국도 가장자리에 위치한 브룬쿠 수 카스티우와 마을 북쪽 언덕에 있는 몬티 만누, 젠나 세렌티, 쿠쿠루 투리가 있다.
현재 정착지 근처에는 구투로사, 사 콘카 만나, 산투스 안기우스 지역에서 고대 로마 마을 유적이 발견된다.
중세 시대에 이 마을은 칼리아리 주디카투의 일부였으며 누라미니스 큐라토리아에 속했다. 1258년 주디카투가 멸망한 후 피사 지배를 받게 되었고, 약 1355년에는 아라곤 왕국으로 넘어갔다. 아라곤과 그 후 스페인 지배 아래에서 이 마을은 이전 큐라토리아 내 다른 정착지들의 역사적 운명을 함께 했다. 1519년 루도비코 벨리트가 모나스티르 (이탈리아) 남작 작위를 받았을 때, 이 마을은 남작령에 합병되었다. 그 후 (1355년) "의례왕"으로 알려진 페로 4세에 의해 프란체스코 디 발구아르네라에게 영지로 부여되었다. 1436년 발구아르네라 가문이 단절된 후, 이 마을은 여러 봉건 가문의 지배를 받게 되었다.
1736년 사보이 왕조 시대에 이 마을은 시몬 가문과 리카 디 카스텔베키오 가문의 지배를 받게 되었다. 이 마을은 1839년 사르데냐 왕국에서 봉건 제도가 폐지될 때까지 봉건 통제하에 있었다. 그 이후로 시장과 시의회에 의해 통치되는 자치 코무네가 되었다.

## 문화
세렌티에는 수많은 문화 센터가 있다. 2006년에 개관한 시립극장(Teatro Comunale)은 다양한 문화 이니셔티브 덕분에 이 지역에서 가장 중요한 문화 기관 중 하나이다.
이러한 기관 외에도 카사 코르다(Casa Corda), 엑스-마(Ex-Ma), 청소년 다목적 센터(Centro Polivalente Giovanile), 시립 도서관(Biblioteca Comunale)은 정기적으로 행사와 문화 전시회를 개최한다.

### 언어와 방언
세렌티에서 사용되는 사르데냐어 방언은 서부 캄피다네세 방언이다.

### 종교 축제
매년 10월 첫째 월요일에는 산타 비탈리아(사르데냐어로 산타 비다) 축제가 열린다. 2017년 3월 6일, 대주교령 No. CD-2017-10에 따라 산타 비탈리아는 세렌티의 원죄 없이 잉태되신 복되신 동정 마리아(Beata Vergine Immacolata) 본당의 공동 수호성인으로 선포되었다. 2020년에는 서기 120년 11월 14일에 순교한 성인의 순교 1900주년을 기념했다.
7월 25일과 26일에는 동명의 지구에 위치한 성 야고보 교회에서 성 야고보(San Giacomo)와 성 안나(Sant'Anna) 축제가 열린다.

### 기타 행사
매년 세렌티에서는 4월 말에서 5월 초 사이 날짜에 따라 아스파라거스와 지역 농식품 및 수공예품에 헌정하는 사그라 델라스파라고 에 데 수 피스토케두 데 카파(Sagra dell’Asparago e de su Pistocheddu de capa) 축제가 열린다. 이 행사는 아스파라거스를 비롯한 지역의 농산물 및 수공예품을 기념하는 축제이다. 이 행사는 이 코무네의 가장 중요한 농산물 중 하나인 아스파라거스를 강조하는데, 아스파라거스는 첫 번째 코스부터 디저트까지 지역 요리에 널리 사용된다.
사르데냐에서는 고대부터 아스파라거스를 소비해왔으며, 메디오 캄피다노 지역에서는 특히 유리한 토양 및 기후 조건이 조성되었다. 아스파라거스로 전통적으로 준비되는 요리로는 아스파라거스 크림으로 속을 채운 달걀; 판체타에 싸서 빵가루와 파르미지아노 레지아노를 얹어 구운 아스파라거스; 그리고 디저트로는 아스파라거스 케이크가 있다.
이 축제는 또한 세렌티의 또 다른 대표적인 제품인 피스토케두 데 카파(Pistoccheddu de capa)를 홍보한다. 피스토케두 데 카파는 작고 단단하며 바삭한 황금색 비스킷으로, 흰색 아이싱으로 덮고 금색 또는 은색 장식으로 꾸며져 있다. 숙련된 사르데냐 여성들은 전통적으로 이 비스킷을 작은 양, 오리, 토끼, 새와 같은 가축 모양으로 만든다.

## 경제
지역 경제는 주로 농업에 기반을 두고 있다. 전통 작물로는 듀럼밀, 토마토, 아티초크가 있다. 최근에는 여러 협동조합의 노력 덕분에 아스파라거스 재배가 성공적으로 도입되었다.
농업 활동은 또한 주도 131호선(카를로 펠리체)과의 접근성 덕분에 운송과 같은 관련 산업의 발전과 농산물 가공을 지원했다.
또 다른 중요한 분야는 석재 가공이다. 세렌티에는 고품질의 조면암 채석장이 있는데, 이 조면암은 칼리아리의 정의궁(Palazzo di Giustizia), "구" 시장(Mercato Vecchio), 산 미켈레 묘지(Cimitero di San Michele) 정면과 같은 주목할 만한 건축물에 사용되었다.

## 사회 기반 시설 및 교통

### 도로
세렌티는 사르데냐의 주요 도로인 국도 131호선 카를로 펠리체가 마을 서쪽으로 지나가며 연결된다. 인근 코무네와의 추가 연결은 주도 56호선(Strada Provinciale 56) 및 기타 작은 도로를 통해 제공된다.

### 철도
이 코무네는 사르데냐 주요 노선(Dorsale Sarda)을 따라 인근 사마시 마을에 위치한 사마시-세렌티 철도역에 이름을 부여했다. 이 역은 트렌이탈리아 지역 열차가 운행한다.